# Znojemští Přemyslovci
Znojemští Přemyslovci byli vedlejší větev přemyslovské dynastie. Jejím zakladatelem byl brněnský údělný kníže a posléze i český kníže Konrád I.
Zřejmě po smrti Konráda Brněnského v roce 1092 došlo k rozdělení údělu. Starší bratr Oldřich získal Brněnsko, Litold Znojemsko. Znojemští Přemyslovci se pak několikrát postavili proti pražským knížatům.
Nejvlivnějším z této větve rodu byl Konrád II. Ota, který po otci zdědil Znojemsko a jehož moc pak začala rychle růst. Začal se titulovat jako moravský markrabě, usiloval o nezávislost na českém knížeti a v roce 1189 dokonce sám usedl na knížecí stolec v Praze. Zemřel však bez potomků už o dva roky později.

## Rodokmen
- Konrád I. Brněnský
  - Litold Znojemský
    - Konrád II. Znojemský
      - Konrád II. Ota
      - Helena Znojemská